# Norma Kitson
Norma Cranko Kitson, née le 18 août 1933 à Durban et morte le  12 juin 2002, est une militante politique sud-africaine anti-apartheid.

## Biographie
Elle naît le 18 août 1933 à Berea à Durban dans une famille juive. Son père exerce le métier de chimiste et sa mère, Millie Stiller Cranko immigrante polonaise. Le célèbre danseur de ballet John Cranko est son cousin. 
Dans les années 1950, elle rejoint le Parti communiste sud-africain et travaille comme imprimeuse pour soutenir sa cause. Après l’arrestation de son mari en 1964, elle quitte l’Afrique du Sud avec ses enfants pour s’installer à Londres.
En 1973, Kitson fonde «Red Lion Setters», un collectif de groupes socialistes et féministes à Gray's Inn Road. En 1982, le collectif mène avec succès une campagne pour obtenir la libération du fils de Kitson, alors détenu en Afrique du Sud.
À la fin de l'apartheid, le Congrès national africain (ANC) reconnait les Kitson comme des vétéranes de la cause. Elle occupe le poste de secrétaire de l’association Zimbabwe Women Writers et rédige un manuel d’écriture créative.
En 2011, la République de Sierra Leone lui rend hommage en émettant un timbre-poste à son effigie, dans le cadre de sa série «Héros légendaires d'Afrique».
En 1986, elle publie son autobiographie intitulée Where Sixpence Lives Elle meurt en 2002, à l’âge de 68 ans, des suites d’un emphysème,.

## Note et Références

### Note
- (en) Cet article est partiellement ou en totalité issu de l’article de Wikipédia en anglais intitulé « Norma Kitson » (voir la liste des auteurs).

## Liens
- VIAF
- ISNI
- BnF (données)
- LCCN
- Pays-Bas
- Israël
- Norvège